# Енциклопедія «Мордовія»
Енциклопедія «Мордовія» — універсальне довідково-енциклопедичне видання в двох томах, у якому в алфавітному порядку опубліковані відомості про адміністративний устрій, історію, науку та культуру, суспільно-політичноме життя, мистецтво, архітектуру, економічний розвиток та природно-кліматичних умов Республіки Мордовія. В енциклопедії містяться короткі біографії людей, які зробили значний внесок в історії розвитку республіки.

## Історія
Ідею створення енциклопедичного «Довідника про Мордовію» вперше висловили вчені НДІ мордовської культури в період його становлення, тобто на початку 1930-х років. У грудні 1994 року Рада Міністрів — Уряд Республіки Мордовія прийняв постанову про видання мордовської енциклопедії. До авторського колективу увійшли понад 200 вчених, діячів культури, провідних фахівців у всіх галузях народного господарства республіки.

### Видання 2007
Робота авторського колективу енциклопедії була продовжена і після її видання. За методикою Великої російської енциклопедії вчені республіки підготували більше 6000 статей мокшанською та ерзянською мовами.
У 2007 році вийшла в світ енциклопедія «Мордовія» ерзянською і мокшанською мовами. Випуск двотомника був приурочений до першого Міжнародного фестивалю фінно-угорських народів «Шумбрат Угро-Угрія!».

## Зміст енциклопедії
- Т. 1: А-М. — 2003. — 570, [5] с .: іл., Нот., Карт. ISBN 5-7595-1543-8.
- Т. 2: М-Я. — 2004. — 699, [3] с .: іл., Портр., Карт. — Библиогр .: с. 677–692. ISBN 5-900029-08-5.[3]